# Viriat (tổng)
Tổng Viriat là một tổng của Pháp nằm ở tỉnh Ain trong vùng Rhône-Alpes.

## Địa lý
Tổng này được tổ chức xung quanh Viriat ở quận Bourg-en-Bresse. Độ cao ở đây từ 194 m (Vandeins) đến à 266 m (Buellas) với độ cao trung bình 230 m.

## Hành chính
| Giai đoạn | Ủy viên        | Đảng          | Tư cách                        |
| --------- | -------------- | ------------- | ------------------------------ |
| 2004-2010 | Jacques Nallet | Divers Gauche | Maire de Saint-Denis-lès-Bourg |

## Số đơn vị
Tổng này bao gồm 6 xã và có dân số 14 515 dân (theo điều tra dân số năm 1999, số lượng không tính trùng).
| Xã                                                                          | Dân số | Mã bưu chính | Mã insee |
| --------------------------------------------------------------------------- | ------ | ------------ | -------- |
| Buellas                                                                     | 1 288  | 01310        | 01065    |
| Montcet                                                                     | 489    | 01310        | 01259    |
| Polliat                                                                     | 2 019  | 01310        | 01301    |
| Saint-Denis-lès-Bourg Lưu trữ ngày 18 tháng 12 năm 2014 tại Wayback Machine | 4 921  | 01000        | 01344    |
| Vandeins                                                                    | 510    | 01660        | 01429    |
| Viriat                                                                      | 5 288  | 01440        | 01451    |

## Biến động dân số
| 1962                                                     | 1968  | 1975  | 1982   | 1990   | 1999   |
| -------------------------------------------------------- | ----- | ----- | ------ | ------ | ------ |
| 7 062                                                    | 8 140 | 9 625 | 10 815 | 12 868 | 14 515 |
| Nombre retenu à partir de 1962 : dân số không tính trùng |       |       |        |        |        |